# 3-Metil-hexano
3-Metil-hexano é um isômero ramificado do heptano. Este composto e o 2,3-Dimetil-pentano são os menores alcanos que apresentam isomeria óptica.